# Agricoltura a sviluppo pianificato
L'Agricoltura a sviluppo pianificato, traduzione del termine anglosassone Development Supported Agriculture (DSA), è un movimento nascente nel settore dello sviluppo immobiliare che preserva ed investe nell'uso agricolo della terra. Dato che molti terreni vengono persi nella sfida tra i settori economici dell'agricoltura e dell'edilizia, la DSA tenta di riconciliare il bisogno dello sviluppo immobiliare con la necessità di preservare i terreni agricoli. L'obiettivo generale della DSA è quello di incubare su piccola scala le aziende biologiche che coesistono in aree urbane residenziali, provvedendo loro prestazioni a favore degli agricoltori, dei residenti, la comunità locale e l'ambiente.